# ویر لو بل
شهر ویر لو بل (به فرانسوی: ویر لو بل) در شهرستان ولدوآز در ناحیه ایل-دو-فرانس با جمعیت ۲۷٬۱۳۰ نفر در کشور فرانسه واقع شده‌است